# Rochester, Wisconsin
Rochester är en ort i Racine County i delstaten Wisconsin, USA.